# Johann Friedrich Metzler

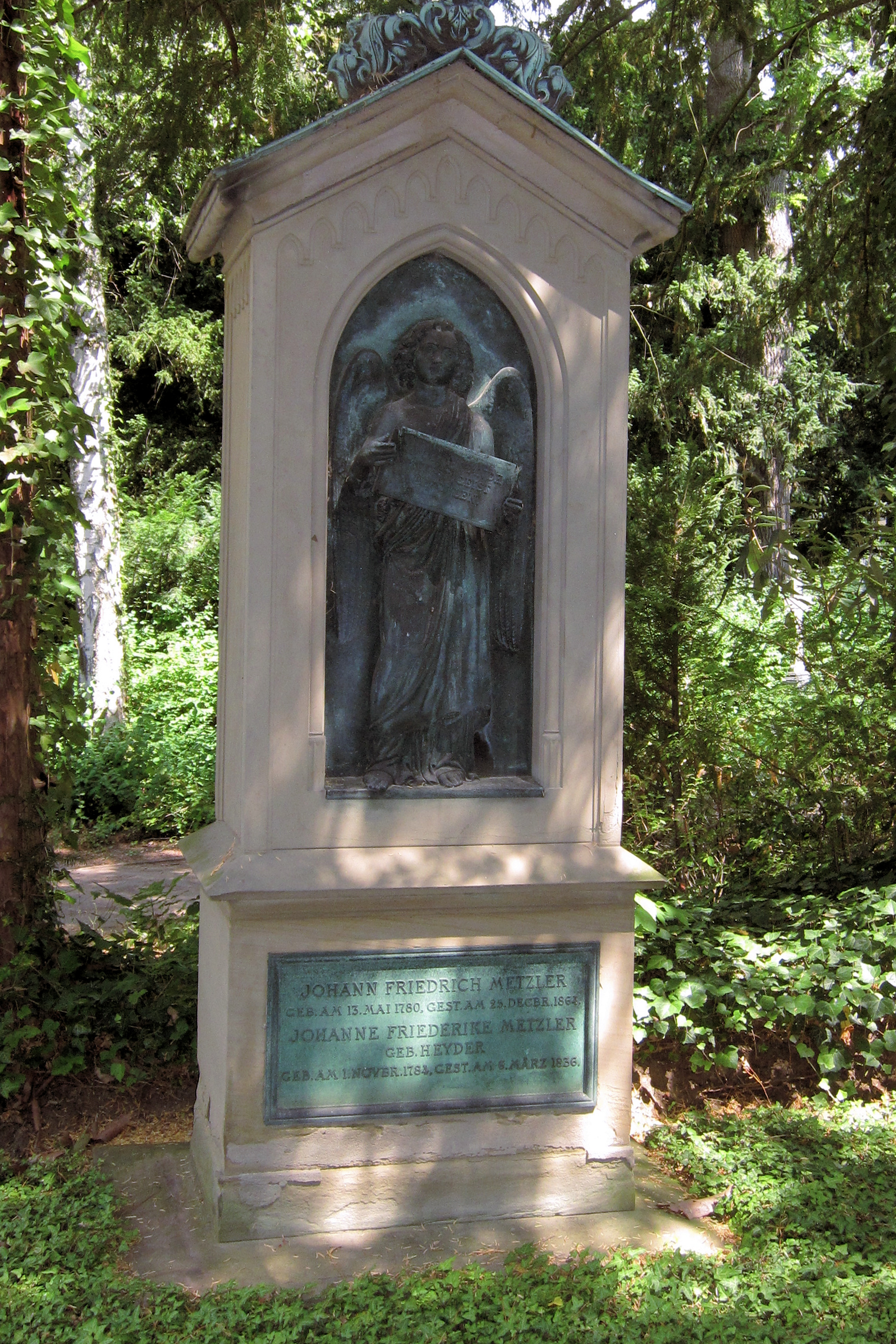
Grabstelle von Johann Friedrich und Johanne Friederike Metzler auf dem Frankfurter Hauptfriedhof

Johann Friedrich Metzler (-Heyden) (* 13. Mai 1780 in Frankfurt am Main; † 25. Dezember 1864 ebenda) war ein Bankier und Politiker der Freien Stadt Frankfurt aus der   Bankiersfamilie Metzler.
Johann Friedrich Metzler war der älteste Sohn des Frankfurter Bankiers Friedrich Metzler und seiner Frau Susanne, geb. Fingerlin (1764–1799). Er wurde Bankier und Miteigentümer des bis heute bestehenden Bankhauses Metzler in Frankfurt am Main. Von 1818 bis 1823 war er Mitglied der Frankfurter Handelskammer. Von 1830 bis 1833 war er als Senator Mitglied im Senat der Freien Stadt Frankfurt. Er gehörte dem Gesetzgebenden Körper von 1817 bis 1822 und von 1828 bis 1833 an.